# Peugeot 2008 (2013)
La Peugeot 2008 I è la prima generazione della Peugeot 2008, un'autovettura di tipo crossover SUV di fascia media prodotta dalla casa automobilistica francese Peugeot dal 2013 al 2019.

## Profilo e caratteristiche

### Genesi e debutto

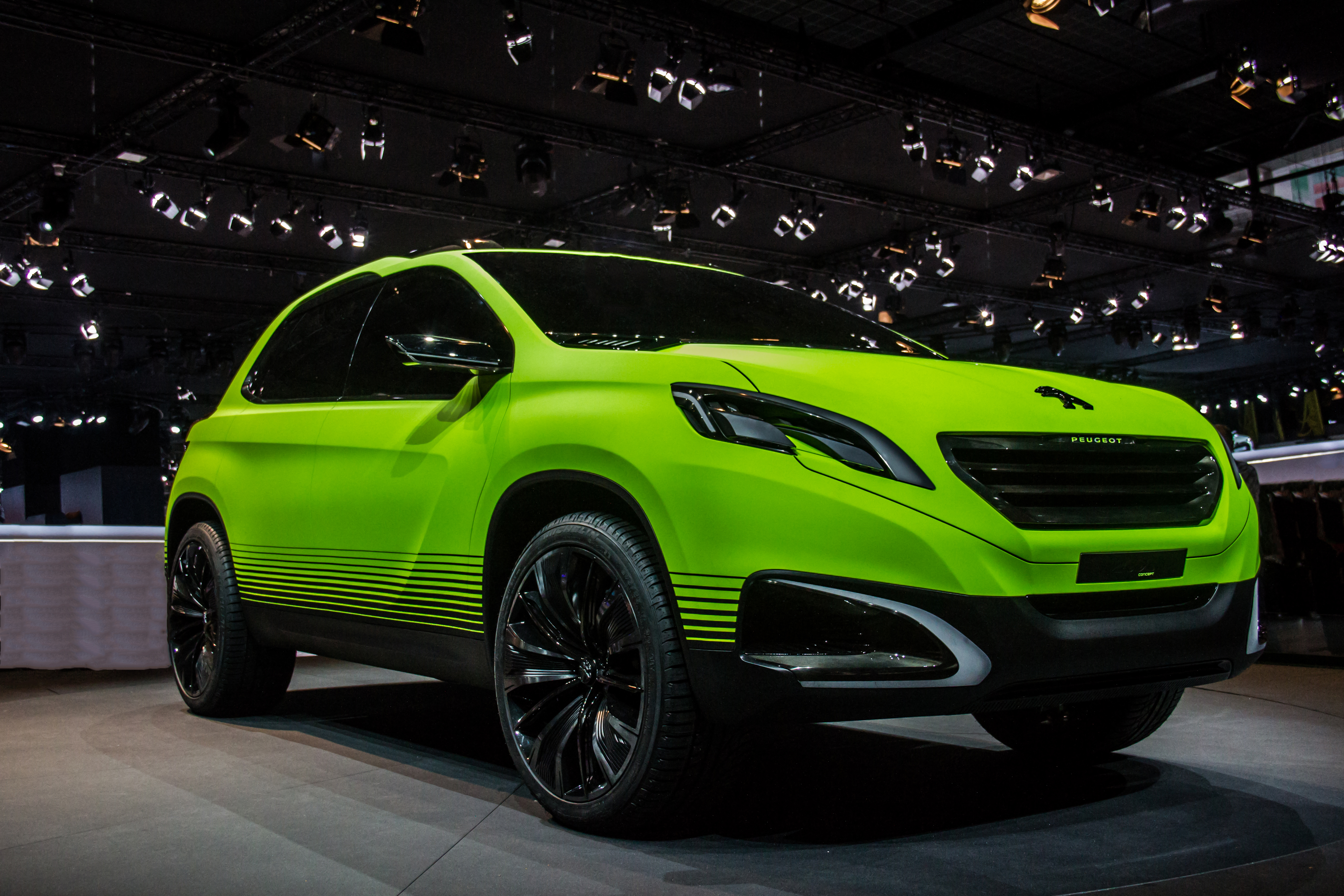
Peugeot 2008 Concept

L'idea di produrre un piccolo Crossover SUV marchiato Peugeot nacque nel 2010 con l'avvio del progetto A94 e la conseguente creazione di una prima concept car denominata HR1, caratterizzata da dimensioni contenute (solo 3.69 m di lunghezza), dalla presenza di tre sole porte e da elementi che confermavano l'imminente cambiamento stilistico nella gamma Peugeot. Alla HR1, presentata al Salone dell'automobile di Parigi del 2010, fece seguito un'altra concept, la Urban Crossover Concept, di dimensioni più grandi in modo da poter disporre di cinque porte. Tale concept prefigurò quasi fedelmente la versione definitiva della 2008. Le sue foto vennero divulgate nella primavera del 2012 e la sua presentazione avvenne al Salone dell'automobile di Pechino: questa nuova concept sfruttava la base meccanica della neonata Peugeot 208. La Urban Crossover Concept compì un ulteriore step evolutivo nella 2008 Concept, presentata ancora al Salone dell'automobile di Parigi con poche modifiche di dettaglio. La vettura definitiva è stata dapprima svelata mediante divulgazione delle foto ufficiali e in seguito presentata al pubblico al Salone dell'automobile di Ginevra del 2013. In Italia è entrata in commercio da giugno 2013.

### Design esterno e interno

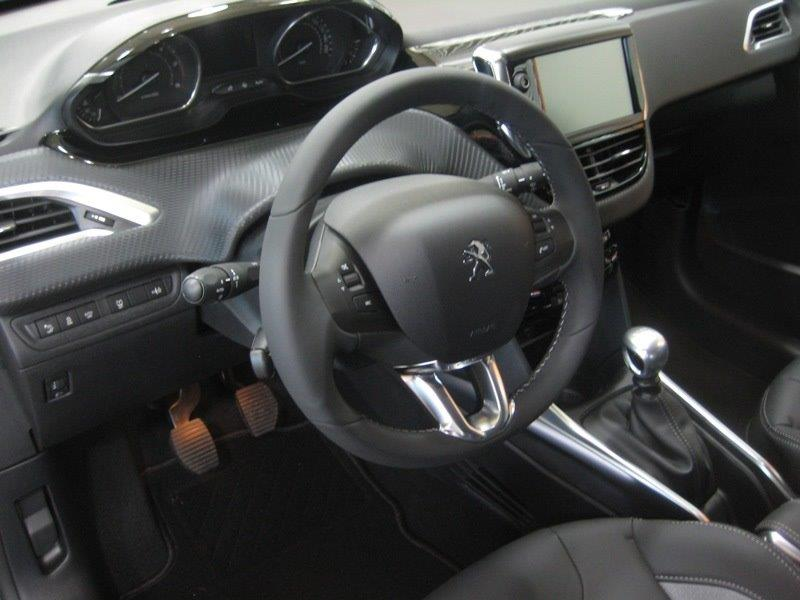
Interno di una Peugeot 2008

Stilisticamente la 2008 riprende tratti derivati dalla sorella 208 (dalla quale prende pure la parte meccanica) nel posteriore e fiancata, e dalla 508 all'anteriore. I gruppi ottici sono caratterizzati da un taglio sul lato inferiore. Il paraurti anteriore è fornito di tre prese d'aria e adornato da un bordo inferiore in plastica nera, il quale va a raccordarsi lateralmente con gli elementi sotto-porta e posteriormente con la parte inferiore del paraurti di coda, creando una fascia nera che rimandano al concetto di fuoristrada (purché non dotata di effettive capacità off-road). La linea di cintura laterale è piuttosto alta, toglie quindi dinamismo alla fiancata e spazio alla vetratura per restituirne pesantezza e solidità. La coda è invece caratterizzata dalla presenza di un piccolo spoiler posteriore all'altezza del tetto e dai fari dal disegno a C. Essendo derivata dalla 208, con modifiche strutturali minime, da essa riprende anche molte soluzioni nell'abitacolo, soprattutto per quanto riguarda la disposizione degli attacchi degli strumenti, per ovvie ragioni di progettazione e di contenimento dei costi. In particolare il disegno della strumentazione nel cruscotto, la console centrale e le bocchette di aerazione, la posizione del display sono del tutto identiche alla 208. La derivazione stretta non viene tuttavia nascosta nemmeno da alcune soluzioni stilistiche e nei componenti come il volante, il pomello del cambio simile nella forma e la console centrale con relativo display multimediale. Di provenienza utilitaria è anche il volume disponibile nel bagagliaio in configurazione standard, pari a 350 litri, ampliabili fino a 1.194 abbattendo il divano posteriore.

### Struttura, meccanica e motori
La 2008, come si è già sottolineato più volte, nasce sul pianale della 208 lanciata l'anno prima. Essendo strettamente derivata da quest'ultima, vengono riprese soluzioni come quelle inerenti alla geometria delle sospensioni, di tipo MacPherson all'avantreno e a ponte torcente al retrotreno. La vettura è unicamente a trazione anteriore, ma può essere equipaggiata da un dispositivo, il Grip Control, che gestisce l'intervento del sistema ESP in funzione dell'aderenza del fondo. Quanto all'impianto frenante, la 2008 dispone di quattro dischi autoventilanti con pinze flottanti. Per lo sterzo viene ripresa la soluzione a cremagliera con servocomando elettrico.
Derivate dalla 208 è anche la gamma motori, che al momento del debutto era composta da due unità a benzina e tre a gasolio:
- 1.2: motore da 1199 cm³ con potenza massima di 82 CV;
- 1.6 VTi: motore Prince da 1598 cm³ di cilindrata, con potenza massima di 120 CV;
- 1.4 HDi: motore turbodiesel common rail da 1398 cm³ di cilindrata e con potenza massima di 68 CV;
- 1.6 e-HDi: motore da 1560 cm³ e disponibile in due livelli di potenza, ossia 92 e 114 CV.

Due le varianti di trasmissione previste: per quasi tutta la gamma è previsto un cambio manuale a 5 marce, tranne che nella versione 1.6 e-HDi da 114 CV, a cui è invece abbinato un cambio manuale a 6 marce. Sulla 1.6 e-HDi da 92 CV è montato invece un cambio robotizzato a 6 rapporti. In alcuni paesi è disponibile inoltre il 1.6 VTi benzina da 120 CV col cambio robotizzato a 4 rapporti.

### Evoluzione
La 2008 va a sostituire non un precedente crossover della Casa francese, bensì la 207 SW. La Peugeot ha infatti dichiarato che non sarebbe stata derivata alcuna giardinetta dalla 208. Le caratteristiche della 2008 consentono infatti anche il suo utilizzo come station wagon, pur permettendo alla Casa francese il suo ingresso nel settore dei SUV compatti assai in voga al momento e quindi con maggiori potenzialità commerciali. La produzione della 2008 viene avviata nella primavera del 2013 presso lo stabilimento francese di Mulhouse per il mercato europeo, presso quello cinese di Wuhan, per alcuni mercati asiatici, e presso quello brasiliano di Porto Real, per la sua commercializzazione in Sudamerica. A partire dal 2 settembre 2013 la produzione nel complesso industriale principale è stata aumentata, passando progressivamente dalle 310 alle 615 unità giornaliere, 
e per questo incremento sono state richieste 200 persone provenienti da altri siti del gruppo industriale.
Nell'autunno del 2013 la gamma si arricchisce con l'arrivo della 2008 1.2 e-VTi, caratterizzata dalla presenza del sistema Stop&Start integrato, simile a quello utilizzato nei motori e-HDi. Tale motorizzazione è abbinata a un cambio robotizzato ETG5 a 5 rapporti.

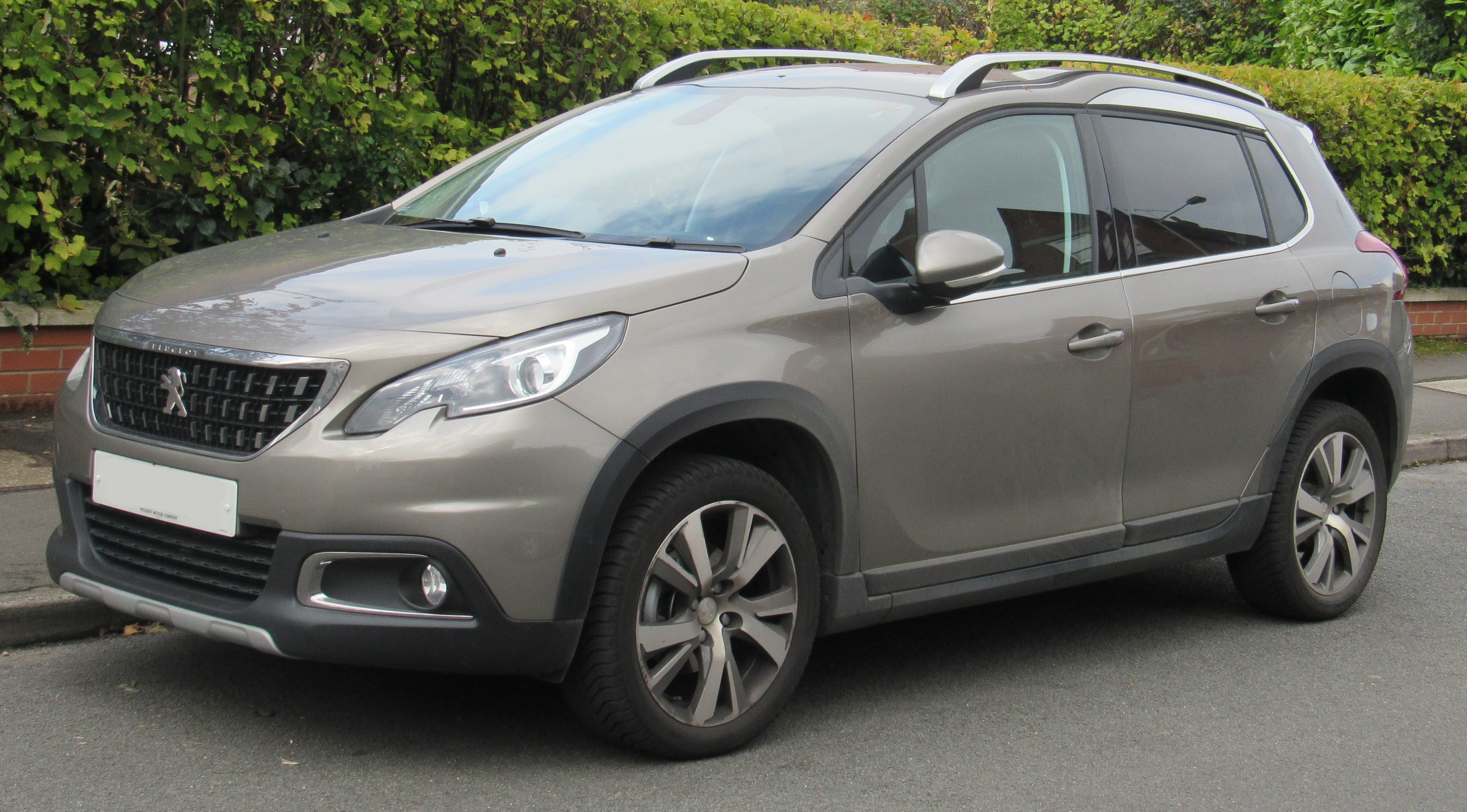
Peugeot 2008 Restyling 2016

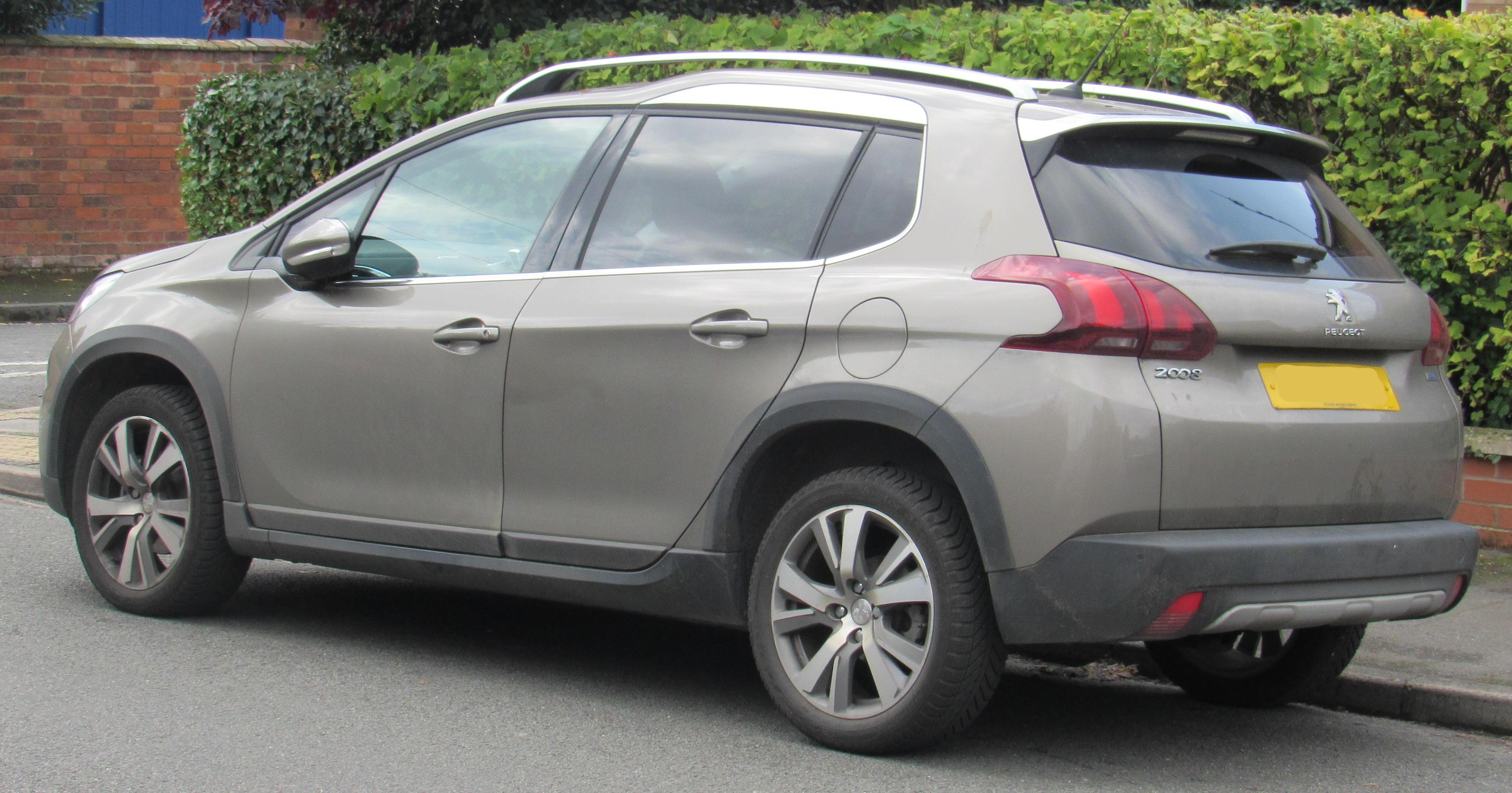
Posteriore di una 2008 Restyling 2016

Durante il 2014 non vi sono stati aggiornamenti rilevanti, mentre all'inizio del 2015 hanno fatto il loro debutto due nuove motorizzazioni, anch'esse derivate dai motori della gamma 208. Sul fronte dei motori a benzina, si ha l'arrivo di un 1.2 sovralimentato mediante turbocompressore con potenza massima di 110 CV, mentre per quanto riguarda i diesel, debutta sulla 2008 il 1.6 BlueHDi (sistema anti-inquinamento a base di additivi con urea, per l'abbattimento degli ossidi di azoto) da 120 CV. Tale motore va a sostituire il vecchio 1.6 e-HDi da 115 CV. Il 2014 vide anche il cambio di denominazione della 1.2 VTi, che divenne 1.2 PureTech 82. Durante l'estate del 2015, il 1.2 sovralimentato a benzina è stato proposto anche con potenza salita a 131 CV, in sostituzione del vecchio 1.6 Prince da 120 CV. Contemporaneamente, si arricchisce anche la gamma dei motori a gasolio, con l'arrivo delle versioni depotenziate del già noto 1.6 BlueHDi, versioni la cui potenza si ferma rispettivamente a 75 e 100 CV.
Al Salone dell'automobile di Ginevra del 2016 viene presentato un restyling. All'esterno cambia la mascherina ora più estesa e verticale, così come le luci posteriori, anch'esse ridisegnate. All'interno il display touch da 7" permette di interfacciarsi e gestire lo schermo del proprio smartphone gestendo le varie app presenti su di esso. Al debutto il nuovo allestimento GT Line. Invariati i motori, aggiornati nelle normative inquinanti con una piccola riduzione delle emissioni.
Nel giugno del 2018 fa il suo debutto sulla 2008 il nuovo motore diesel 1.5 BlueHDi nelle configurazioni da 102 e 120 CV, che vanno a sostituire i precedenti 1.6 BlueHDi da 99 e 120 CV. Contemporaneamente scompare dai listini il 1.6 BlueHDi da 75 CV e, limitatamente ad alcuni mercati, anche il 1.2 PureTech da 110 CV.
La produzione della 2008 termina nel giugno del 2019, quando è stata svelata la seconda generazione del piccolo SUV francese.

## Riepilogo caratteristiche
| Cilindrata | Motore     | Cilindrata cm³ | Potenza CV/rpm | Coppia Nm/rpm | Cambio/ Nº rapporti | Massa a vuoto (kg) | Velocità max | Acceler. 0–100 km/h (in secondi) | Consumo (l/100 km) | Emissioni CO2 (g/km) | Anni di produzione |
| Versioni a benzina |            |                |                |               |                     |                    |              |                                  |                    |                      |                    |
| 1.2 VTi1 | EB2        | 1199           | 82/5750        | 118/2750      | Manuale a 5 marce   | 1.055              | 170          | 15,9                             | 4.9                | 114                  | 03/2013-05/20191   |
| 1.2 e-VTi1 | EB2 e-VTi  | 1199           | 82/5750        | 118/2750      | ETG5 a 5 rapporti   | 1.045              | 169          | 13,5                             | 4.9                | 99                   | 10/2013-05/20161   |
| 1.2 THP | EB2DT      | 1199           | 110/5000       | 205/1500      | Manuale a 5 marce   | 1.090              | 195          | 9,9                              | 4.6                | 109                  | 02/2015-06/20192   |
| 1.2 THP | EB2DTS     | 1199           | 131/5000       | 230/1750      | Manuale a 6 marce   | 1.160              | 200          | 9,3                              | 4.9                | 110                  | 07/2015-06/2019    |
| 1.6 VTi | EP6        | 1598           | 120/6000       | 160/4250      | Manuale a 6 marce   | 1.080              | 196          | 9,5                              | 5.9                | 135                  | 03/2013-07/2015    |
| Versioni a gasolio |            |                |                |               |                     |                    |              |                                  |                    |                      |                    |
| 1.4 HDi | DV4TD      | 1398           | 68/4000        | 160/1750      | Manuale a 5 marce   | 1.090              | 159          | 14,9                             | 4                  | 104                  | 03/2013-07/2015    |
| 1.5 BlueHDi (100 CV) | DV5        | 1499           | 102/3500       | 250/1750      | Manuale a 5 marce   | 1.205              | 182          | 10,6                             | 5,1                | 118                  | 06/2018-06/2019    |
| 1.5 BlueHDi (120 CV) | DV5        | 1499           | 120/3750       | 300/1750      | ETG6 a 6 rapporti   | 1.205              | 193          | 9,5                              | 5,2                | 120                  | 06/2018-06/2019    |
| 1.6 BlueHDi (75 CV) | DV6FE      | 1560           | 75/3750        | 230/1750      | Manuale a 5 marce   | 1.160              | 165          | 13,8                             | 3.7                | 97                   | 08/2015-06/2015    |
| 1.6 e-HDi | DV6D e-HDi | 1560           | 92/4000        | 230/1750      | Manuale a 5 marce   | 1.160              | 180          | 11,5                             | 4                  | 103                  | 03/2013-07/2015    |
| 1.6 e-HDi | DV6D e-HDi | 1560           | 92/4000        | 230/1750      | ETG6 a 6 rapporti   | 1.170              | 180          | 11,5                             | 4                  | 98                   | 03/2013-07/2015    |
| 1.6 BlueHDi (100 CV) | DV6FD      | 1560           | 99/3750        | 254/1750      | Manuale a 6 marce   | 1.160              | 180          | 11,3                             | 3.7                | 97                   | 08/2015-06/2018    |
| 1.6 e-HDi | DV6C e-HDi | 1560           | 115/3600       | 270/1750      | Manuale a 6 marce   | 1.180              | 188          | 10,4                             | 4                  | 106                  | 03/2013-12/2014    |
| 1.6 BlueHDi (120 CV) | DV6FC      | 1560           | 120/3500       | 300/1750      | Manuale a 6 marce   | 1.180              | 190          | 9,6                              | 3.7                | 96                   | 01/2015-06/2018    |
| Note: 1Dal maggio 2014, la denominazione della 1.2 VTi e della e-VTi cambiano in 1.2 PureTech 82 2Durante l'ultimo mese di produzione, il motore è stato portato da 110 a 114 CV di potenza massima |            |                |                |               |                     |                    |              |                                  |                    |                      |                    |

## Modello sud americano
Per il mercato sud americano la 2008 viene prodotta nello stabilimento di Porto Real in Brasile dal 17 marzo 2015. La gamma motori si compone del 1.6 quattro cilindri EC5 aspirato da 116 cavalli in grado di funzionare anche ad etanolo e dal 1.6 THP turbo EP6 quattro cilindri da 166 cavalli.
Nel 2019 viene presentato il restyling simile al modello europeo dove viene introdotto il nuovo sistema i-Cockpit e rinnovati i paraurti con nuovi inserti in plastica grezza.
Nell’estate 2022 viene presentato un ultimo aggiornamento dove vengono introdotte nuove tinte bicolore e nuovi cerchi in lega.

## Attività sportiva
La Peugeot, vincitore della Parigi-Dakar 1987-1990, ha annunciato a marzo 2014 il suo ritorno nei Rally Raid. Tre squadre sono state allestite alla guida di una Peugeot 2008 DKR nella edizione 2015 della Dakar. L'auto, che non ha nulla in comune con la 2008 normale se non il nome, monta un 3.0 litri V6 biturbo centrale-posteriore dotato 340 CV e di sola trazione posteriore, con uno schema simile a una dune buggy, per superare meglio i percorsi accidentati che un tipo di competizione del genere richiede.

## Riconoscimenti
Il 16 ottobre 2013 la 2008 ottiene il riconoscimento nazionale Auto Europa 2014 (una tartaruga d'argento simbolo della UIGA) un premio assegnato dai giurati dell'Unione Italiana Giornalisti dell'Automotive, che ogni anno premiano la migliore auto prodotta in almeno 10.000 esemplari nei ventisette Paesi dell'Unione Europea e commercializzata fra settembre e agosto dell'anno precedente. Il city crossover si è imposto con 167 punti, distanziando le più immediate concorrenti Fiat 500L Living (117 punti) e Citroën C4 Picasso (103 punti).
Il 23 ottobre 2013 la 2008 dopo essere stata sottoposta al crash test ottiene il riconoscimento Euro NCAP totalizzando 5 stelle. È stata riconosciuta la protezione pari all'88% per gli adulti, 77% per i bambini e 72% per i pedoni e il valore relativo ai sistemi di sicurezza attivi pari al 70%. A novembre 2013 riceve in Irlanda il riconoscimento di Irish Car of The Year 2013 nella categoria Small Car. A dicembre 2013 riceve in Polonia il Volante d'Oro nella categoria Crossover SUV.